# Kristina Larsen (Fußballspielerin)
Kristina Erin Larsen (* 16. Juni 1988 in Burbank, Kalifornien) ist eine US-amerikanische Fußballspielerin, die seit 2014 beim Beach Futbol Club in der WPSL unter Vertrag steht.

## Karriere

### Verein
In der Saison 2010 spielte Larsen bei der WPS-Franchise der Saint Louis Athletica, im folgenden Jahr zunächst für den Ligarivalen Atlanta Beat. Bereits im Mai wurde sie jedoch ebenso wie ihre Mannschaftskameradin Vendula Strnadova von Atlanta freigestellt. Beide Spielerinnen schlossen sich umgehend dem Team der Orange County Waves in der WPSL an, mit dem sie am Saisonende die Meisterschaft feiern konnten.
Larsen wurde Anfang 2013 vom Seattle Reign FC für die neugegründete NWSL verpflichtet, ihr Ligadebüt gab sie am 21. April 2013 gegen den Portland Thorns FC als Einwechselspielerin. Nach insgesamt neun Einsätzen in der Liga wurde Larsen am Saisonende von Seattle freigestellt. Zur Saison 2014 wechselte sie zum WPSL-Teilnehmer Beach Futbol Club, mit dem sie am Saisonende den Gewinn der Meisterschaft feiern konnte.

### Nationalmannschaft
Larsen war Mitglied der US-amerikanischen U-17-Nationalmannschaft. Zudem stand sie zeitweise im erweiterten Kader der Altersklassen U-20 und U-23.